# Firefly Studios
Firefly Studios Limited ist ein englischer Spieleentwickler mit Sitz in London, der sich auf die Entwicklung von Computer-Strategiespielen spezialisiert hat.
Bekannt ist das Entwicklungsunternehmen vor allem für seine mittelalterliche Burgenbau-Simulationen der Stronghold-Reihe. Das Spiel und seine Nachfolger verkauften sich weltweit über 6 Millionen Mal und erhielten zahlreiche Auszeichnungen.

## Geschichte
Firefly wurde im August 1999 von Simon Bradbury, Eric Ouellette und David Lester gegründet. Sie hatten vorher bereits an mehreren erfolgreichen Strategiespielen zusammengearbeitet, darunter die Spieleserien Caesar und Lords of the Realm.
Der erste Titel, den das Studio entwickelte, war Stronghold im Jahr 2001, für das Gathering of Developers als Publisher und Take 2 Interactive als Distributor gewonnen werden konnten. Das Spiel erhielt durchweg positive Kritiken.
Im September 2002 erschien der erste Nachfolger der Burgenbau-Simulation, Stronghold Crusader, welches den Schauplatz des Spieles in den Nahen Osten zur Zeit der Kreuzzüge verlagerte.
Nach fast fünfjährigem Bestehen expandierte Firefly im Februar 2004 auf die andere Seite des Atlantiks und eröffnete ein Entwicklungsstudio in Canton, Connecticut in den USA. Das US-Studio beschäftigt sich mit der Entwicklung eines weiteren Strategiespiels.
Stronghold 2 erschien am 22. April 2005 in den USA und in Großbritannien bzw. am 29. April in Deutschland. Es bietet 3D-Grafik und erweitert das Konzept von Stronghold und Stronghold Crusader um diverse Merkmale. Als Publisher zeichnete das Take-2-Label 2K Games verantwortlich.
2006 erschien Stronghold Legends, erstmals mit Fantasiekreaturen wie Riesen oder Werwölfen, basiert aber im Wesentlichen auf Stronghold 2 und ist stark an die Artus-Sage angelehnt. Auch gibt es drei unterschiedliche Rassen mit teilweise unterschiedlichen Einheiten. Erstmals gibt es außerdem Helden, welche über besondere Fähigkeiten verfügen – diese können z. B. Ritter beschwören. Im Multiplayer gibt es einen neuen Spielmodus – King of the Hill –, wobei eine bestimmte Stelle auf der Karte möglichst lange vor Feinden geschützt werden muss.
2011 veröffentlichte Firefly Stronghold 3, das sich stärker am ersten Serientitel orientiert, allerdings von Kritikern und Fans bei Veröffentlichung angesichts zahlreicher Bugs als „unfertig“ kritisiert wurde. Im Mai 2012 erschien mit Stronghold 3 Gold eine verbesserte und erweiterte Version des Spiels, die Käufer der Ursprungsversion kostenlos herunterladen konnten. Über die Distributionsplattform Steam, das gleichzeitig als DRM fungiert, erschien 2012 die kostenpflichtige Erweiterung Blackstaff in Form eines Download-Contents (DLC).
Im Oktober 2012 gab Firefly bekannt, mit Stronghold Crusader 2 einen weiteren Ableger der Stronghold-Serie zu entwickeln. Darüber hinaus erschien im November 2012 Stronghold HD bzw. Stronghold Crusader HD, Patches für die beiden Klassiker mit unter anderem höherer Auflösung. Stronghold Crusader 2 erschien im September 2014. Im März 2021 ist ein weiterer Teil der Reihe unter dem Titel Stronghold: Warlords erschienen.
Firefly hat außerdem Mitte 2022 bekanntgegeben, an einem neuen Titel "Stronghold Unreal" in der neuen modernen Unreal Engine 5 zu arbeiten.

## Spiele
| Erscheinungsjahr                                | Spieltitel                                             | Kurzbeschreibung |
| ----------------------------------------------- | ------------------------------------------------------ | --- |
| 2001 (21. Okt.)                                 | Stronghold                                             | Erster Teil der Stronghold-Serie, spielt im mittelalterlichen England (in der Originalversion) um 1066                                                                                          |
| 2002                                            | Stronghold Deluxe                                      | Erweiterte Neuauflage von Stronghold (Patch 1.2), ergänzt das Spiel um neue Karten ("Excalibur Pack")                                                                                           |
| 2002 (18. Sep.)                                 | Stronghold Crusader                                    | Nachfolger bzw. Ableger von Stronghold, spielt im Mittleren Osten während der Kreuzzüge |
| 2003                                            | Stronghold Warchest                                    | Erweiterte Neuauflage von Stronghold Crusader, ergänzt das Spiel um acht neue KI-Gegner und 30 neue Missionen                                                                                   |
| 2003 (29. Aug.)                                 | Space Colony                                           | Simulation, spielt in einem futuristischen Szenario in einer Weltraumkolonie |
| 2004 (3. März)                                  | Maximum Strategy                                       | Sammelbox bestehend aus Stronghold und Tropico Muco Macho von PopTop Software |
| 2005 (22. Apr.)                                 | Stronghold 2                                           | Erster 3D-Nachfolger von Stronghold, ergänzt das mittelalterliche Szenario u. a. um ein Ehre- sowie Kriminalitäts-System                                                                        |
| 2005                                            | Stronghold 2 Deluxe                                    | Erweiterte Neuauflage von Stronghold 2, ergänzt das Spiel um einen neuen Modus ("Königsmacher"), drei neue KI-Gegner, neue Karten sowie historische Burgen                                      |
| 2006 (28. Juli)                                 | CivCity: Rom                                           | Städtebau-Manager im Szenario des römischen Kaiserreichs, enthält Elemente der beiden Spielserien Caesar und Civilization                                                                       |
| 2006 (12. Okt.)                                 | Stronghold Legends                                     | Nachfolger bzw. Ableger von Stronghold 2, spielt in einem Fantasy-Szenario und thematisiert die Artussage sowie weitere mittelalterliche Legenden                                               |
| 2008 (28. Mai)                                  | Stronghold Crusader Extreme                            | Erweiterte Neuauflage von Stronghold Crusader, ergänzt das Spiel um Außenposten, "göttliche Mächte" sowie einen neuen Kreuzzug-Modus mit Massenschlachten                                       |
| nicht erschienen (für 2009 angekündigt gewesen) | Dungeon Hero                                           | "Hack and Slay"-Rollenspiel in einem retro-modernen Fantasy-Szenario, dessen weitere Produktion laut den Entwicklern auf unbestimmte Zeit eingestellt wurde                                     |
| 2009 (27. Okt.)                                 | The Stronghold Collection                              | Sammelbox bestehend aus Stronghold, Stronghold Crusader, Stronghold Crusader Extreme, Stronghold 2 und Stronghold Legends                                                                       |
| 2011 (25. Okt.)                                 | Stronghold 3                                           | Nachfolger von Stronghold und Stronghold 2, führt die Geschichte von Stronghold 10 Jahre nach dem Sieg des "Jungen" über den "Wolf" fort                                                        |
| 2012 (28. Feb.)                                 | Stronghold Kingdoms                                    | MMO-Ableger der Stronghold-Serie (die Alpha-Version erschien bereits 2009) |
| 2012 (25. Mai)                                  | Stronghold 3 Gold                                      | Erweiterte Neuauflage von Stronghold 3, ergänzt das Spiel u. a. um eine neue Kampagne ("Blackstaff") sowie Sammelpunkte und eine Zeitbeschleunigung                                             |
| 2012 (1. Nov)                                   | Stronghold HD                                          | Erweiterte HD-Version von Stronghold, fügt dem Spiel u. a. eine Unterstützung für moderne Geräte, neue Auflösungen sowie eine neue Distanzsicht hinzu                                           |
| 2012 (1. Nov)                                   | Stronghold Crusader HD/ Stronghold Crusader Extreme HD | Erweiterte HD-Versionen von Stronghold Crusader |
| 2012 (8. Nov.)                                  | Space Colony HD                                        | Erweiterte HD-Version von Space Colony, ergänzt das Spiel um neue Auflösungen, eine neue Distanzsicht sowie neue Kampagnen                                                                      |
| 2014 (23. Sep.)                                 | Stronghold Crusader 2                                  | 3D-Nachfolger von Stronghold Crusader mit neuen KI-Gegnern |
| 2015 (30. Apr.)                                 | Space Colony: Steam Edition                            | Re-Release von Space Colony für Steam, ergänzt das Spiel um Funktionen wie Errungenschaften und Tauschkarten                                                                                    |
| 2015 (06. Nov.)                                 | Stronghold Crusader 2 - Ultimate Edition               | Erweiterte Neuauflage von Stronghold Crusader 2 mit zusätzlichen Kreuzzügen, Missionen, KI-Gegnern und Spielmodi                                                                                |
| 2016                                            | Wonky Tower                                            | Physikbasiertes Plattform-Puzzle für den mobilen Spielemarkt |
| 2016                                            | Stronghold Legends: Steam Edition                      | Re-Release von Stronghold Legends für Steam |
| 2017                                            | Stronghold 2: Steam Edition                            | Re-Release von Stronghold 2 für Steam |
| 2017 (17./31. Aug.)                             | Stronghold Kingdoms: Mobile Edition                    | Re-Release von Stronghold Kingdoms für den mobilen Spielemarkt (iOS/Android) |
| 2017 (13. Dez.)                                 | MetaMorph: Dungeon Creatures                           | Taktisches Action-Spiel (sog. "Dungeon Crawler") |
| 2021 (9. März)                                  | Stronghold: Warlords                                   | Stronghold-Ableger, spielt in einem ostasiatischen Szenario und thematisiert historische Ereignisse in China, Vietnam sowie Japan                                                               |
| 2022 (14. Feb.)                                 | Stronghold: Warlords - Ultimate Edition                | Erweiterte Neuauflage von Stronghold Warlords mit zusätzlichen Kampagnen, Kriegsherren, Missionen und KI-Gegnern                                                                                |
| 2022 (27. Apr.)                                 | Romans: Age of Caesar                                  | Koop-Strategie-MMO im Szenario des römischen Reichs mit Aufbau- sowie Handelselementen (die Closed-Beta-Version erschien bereits 2021)                                                          |
| 2023 (07. Nov.)                                 | Stronghold: Definitive Edition                         | Erster Teil der Stronghold-Serie, spielt im mittelalterlichen England (in der Originalversion) um 1066, mit verbesserter Grafik, modernem Gameplay, Steam-Multiplayer und einer neuen Kampagne. |
| 2025 (15. Jul.)                                 | Stronghold Crusader: Definitive Edition                | Erweiterte Neuauflage von Stronghold Crusaders mit zusätzlichen Kampagnen, Kriegsherren, Einheiten, Missionen und KI-Gegnern. Seit 20. Januar ist eine Demo Version spielbar.                   |